# Picea crassifolia
Picea crassifolia, Kom., 1923, è una specie di peccio, appartenente alla famiglia delle Pinaceae, endemica del Gansu, del Qinghai (Qilian Shan), della Mongolia Interna (Daqing Shan), del Ningxia (Monti Helan), in Cina.

## Etimologia
Il nome generico Picea, utilizzato già dai latini, potrebbe, secondo un'interpretazione etimologica, derivare da Pix picis = pece, in riferimento all'abbondante produzione di resina. Il nome specifico crassifolia deriva dal latino e significa dalle foglie spesse in riferimento alla morfologia degli aghi di questa specie.

## Descrizione

### Portamento
Albero alto 25-35 m, con unico tronco di 50-60 cm di diametro, a chioma piramidale o strettamente conica, aperta negli esemplari anziani. I rami del primo ordine sono corti, orizzontali o rivolti in alto, quelli del secondo ordine sono sempre corti, rigidi e ascendenti; i virgulti, anch'essi rigidi, sono spesso pruinosi, di colore giallo-arancione o giallo-verdastro, poi grigio, con scanalature prominenti, glabri o con pubescenze sparpagliate. I pulvini sono di 2-2,5 mm, eretti o ricurvi.

### Foglie
Le foglie sono aghiformi, verdi-lucide con due bande biancastre di stomi, lineari, ricurve o quasi dritte, di sezione quadrata-rombica, molto rigide, con punta ottusa o acuta, lunghe 1,2-2,2 cm; hanno due fasce di stomi per ogni pagina. Le gemme sono ovoidali-globose, poco resinose e lunghe 8-12 mm; hanno perule triangolari, acute, spesso pruinose, persistenti e di colore arancione-marrone.

### Fiori
Sono strobili maschili ascellari, lunghi 1-1,5 cm, di colore rosa-giallastro.

### Frutti
I coni femminili sono oblunghi-ovoidali o cilindrici, sessili, prima eretti e poi pendenti a maturazione, lunghi 7-11 cm e larghi 2,5-3,5 cm, con apice ottuso,  inizialmente rosso-purpurei, poi verdi a maturazione con i margini delle scaglie marroni. I macrosporofilli, lunghi 15-20 mm e larghi 10-17 mm, sono obovati-flabellati, leggermente convessi, con superficie liscia, di norma finemente striata, glabra; le loro brattee sono rudimentali, ligulate, interamente nascoste. I semi sono marroni, oblunghi-ovoidali, lunghi 3-3,5 mm, con parte alata di 10-13 mm, di colore marrone-arancione.

### Corteccia
La corteccia è di colore rosso-marrone, rugosa e divisa in scaglie.

## Distribuzione e habitat
Vegeta nei pendii rivolti a nord, ad altitudini comprese tra i 1600 e i 3800 m, sormontando steppe e zone desertiche, sia su suoli calcarei che su suoli non calcarei. Il clima di riferimento è il continentale freddo e secco, con la maggior parte delle precipitazioni che cade in forma nevosa. É una specie tipica delle foreste pure, localmente in associazione con Betula albosinensis e Populus tremula.

## Tassonomia
Molti autori contestano il rango di specie per questo taxon, considerandola una varietà di P. schrenkiana.

## Usi
Il suo legno viene utilizzato solo localmente (probabilmente come combustibile) in quanto l'areale coincide con zone lontane da centri urbani e grandi vie di comunicazione; molto raro anche in orti e giardini botanici occidentali e asiatici.

## Conservazione
Non vi sono evidenze di declino delle subpopolazioni, che crescono in aree non soggette a rischi antropici rilevanti. Per questo motivo viene classificata come specie a rischio minimo (least concern in inglese) nella Lista rossa IUCN.